# Ichneumon binotatus
Ichneumon binotatus là một loài tò vò trong họ Ichneumonidae.